# Eric Sturgess
Eric William Sturgess (* 10. Mai 1920 in Johannesburg; † 14. Januar 2004) war ein südafrikanischer Tennisspieler.

## Karriere
Sturgess trat 1947 in Paris bei den Internationalen französische Tennismeisterschaften zum ersten Mal bei einem Grand-Slam-Turnier in Europa an. Bei diesem Turnier erreichte er in allen drei Disziplinen das Finale. Während er im Einzel an József Asbóth scheiterte, konnte er das Doppel mit seinem Landsmann Eustace Fannin und das Mixed mit seiner Landsfrau Sheila Piercey Summers für sich entscheiden. 1948 verlor er die Finalpartie der U.S. National Championships gegen Pancho Gonzales.
Im Jahr 1949 spielte er sich in Paris erneut im Doppel und im Mixed bis in die Finalrunde. Während er im Doppel an der Seite von Fannin an Pancho Gonzales und Frank Parker scheiterte, verbuchten Sheila Piercey Summers und er im Mixed einen zweiten Turniersieg. Die Mixedkonkurrenzen der beiden folgenden Turniere in Wimbledon und bei den U.S. National Championships konnte er mit Summers und mit Louise Brough ebenfalls gewinnen. Den Mixedtitel in Wimbledon verteidigte er an der Seite von Brough im Folgejahr. Sein letztes Einzelfinale bei einem Grand-Slam-Turnier spielte Sturgess 1951 bei den Internationalen französische Tennismeisterschaften, wo er sich im Finale Jaroslav Drobný geschlagen geben musste.
Er gewann in den 1950er Jahren dreimal die Swedish Open und 1952 einmal die internationalen deutschen Tennismeisterschaften in Hamburg.
Sturgess trat zwischen 1947 und 1951 bei sechs Begegnungen für die südafrikanische Davis-Cup-Mannschaft an. In 18 Matches konnte er dabei 13 Siege verbuchen.

## Persönliches
Anfang der 1940er Jahre wurde Sturgess zum Militärdienst eingezogen, wo er der Royal Air Force angehörte. Er geriet bis zum Ende des Zweiten Weltkriegs in deutsche Kriegsgefangenschaft.
Er war verheiratet; aus der Ehe ging eine Tochter hervor. Nach seiner aktiven Tenniskarriere arbeitete er als Sportartikelhändler.

## Erfolge bei Grand-Slam-Turnieren

### Einzel

#### Finalteilnahmen
| Nr. | Datum              | Turnier                                               | Belag | Finalgegner     | Ergebnis        |
| --- | ------------------ | ----------------------------------------------------- | ----- | --------------- | --------------- |
| 1.  | 27. Juli 1947      | Internationale französische Tennismeisterschaften (1) | Sand  | József Asbóth   | 6:8, 5:7, 4:6   |
| 2.  | 19. September 1948 | U.S. National Championships                           | Rasen | Pancho Gonzales | 2:6, 3:6, 12:14 |
| 3.  | 4. Juni 1951       | Internationale französische Tennismeisterschaften (2) | Sand  | Jaroslav Drobný | 3:6, 3:6, 3:6   |

### Doppel

#### Turniersiege
| Nr. | Datum         | Turnier                                           | Belag | Partner        | Finalgegner            | Ergebnis           |
| --- | ------------- | ------------------------------------------------- | ----- | -------------- | ---------------------- | ------------------ |
| 1.  | 27. Juli 1947 | Internationale französische Tennismeisterschaften | Sand  | Eustace Fannin | Tom Brown Bill Sidwell | 6:4, 4:6, 6:4, 6:3 |

#### Finalteilnahmen
| Nr. | Datum           | Turnier                                               | Belag | Partner         | Finalgegner                  | Ergebnis                |
| --- | --------------- | ----------------------------------------------------- | ----- | --------------- | ---------------------------- | ----------------------- |
| 1.  | 30. Mai 1949    | Internationale französische Tennismeisterschaften (1) | Sand  | Eustace Fannin  | Pancho Gonzales Frank Parker | 3:6, 6:8, 7:5, 3:6      |
| 2.  | 30. Januar 1950 | Australian Championships                              | Rasen | Jaroslav Drobný | John Bromwich Adrian Quist   | 3:6, 7:5, 6:4, 3:6, 6:8 |
| 3.  | 4. Juni 1950    | Internationale französische Tennismeisterschaften (2) | Sand  | Jaroslav Drobný | Bill Talbert Tony Trabert    | 2:6, 6:1, 8:10, 2:6     |
| 4.  | 6. Juli 1951    | Wimbledon Championships (1)                           | Rasen | Jaroslav Drobný | Ken McGregor Frank Sedgman   | 6:3, 2:6, 3:6, 6:3, 3:6 |
| 5.  | 4. Juli 1952    | Wimbledon Championships (2)                           | Rasen | Vic Seixas      | Ken McGregor Frank Sedgman   | 3:6, 5:7, 4:6           |

### Mixed

#### Turniersiege
| Nr. | Datum             | Turnier                                               | Belag | Partnerin              | Finalgegner                              | Ergebnis       |
| --- | ----------------- | ----------------------------------------------------- | ----- | ---------------------- | ---------------------------------------- | -------------- |
| 1.  | 27. Juli 1947     | Internationale französische Tennismeisterschaften (1) | Sand  | Sheila Piercey Summers | Jadwiga Jędrzejowska Christian Caralulis | 6:0, 6:0       |
| 2.  | 30. Mai 1949      | Internationale französische Tennismeisterschaften (2) | Sand  | Sheila Piercey Summers | Jean Quertier Gerry Oakley               | 6:1, 6:1       |
| 3.  | 1. Juli 1949      | Wimbledon Championships (1)                           | Rasen | Sheila Piercey Summers | Louise Brough John Bromwich              | 6:0, 6:0       |
| 4.  | 5. September 1949 | U.S. National Championships                           | Rasen | Louise Brough          | Margaret Osborne duPont Bill Talbert     | 4:6, 6:3, 7:5  |
| 5.  | 7. Juli 1950      | Wimbledon Championships (2)                           | Rasen | Louise Brough          | Patricia Todd Geoff Brown                | 11:9, 1:6, 6:4 |

#### Finalteilnahmen
| Nr. | Datum           | Turnier                                           | Belag | Partnerin   | Finalgegner              | Ergebnis      |
| --- | --------------- | ------------------------------------------------- | ----- | ----------- | ------------------------ | ------------- |
| 1.  | 30. Januar 1950 | Australian Championships                          | Rasen | Joyce Fitch | Doris Hart Frank Sedgman | 6:8, 4:6      |
| 1.  | 27. Juli 1947   | Internationale französische Tennismeisterschaften | Sand  | Shirley Fry | Doris Hart Frank Sedgman | 8:6, 3:6, 3:6 |